# Aphanipathes pedata
Aphanipathes pedata är en korallart som först beskrevs av Gray 1857.  Aphanipathes pedata ingår i släktet Aphanipathes och familjen Aphanipathidae. Inga underarter finns listade i Catalogue of Life.